# Onesícrito

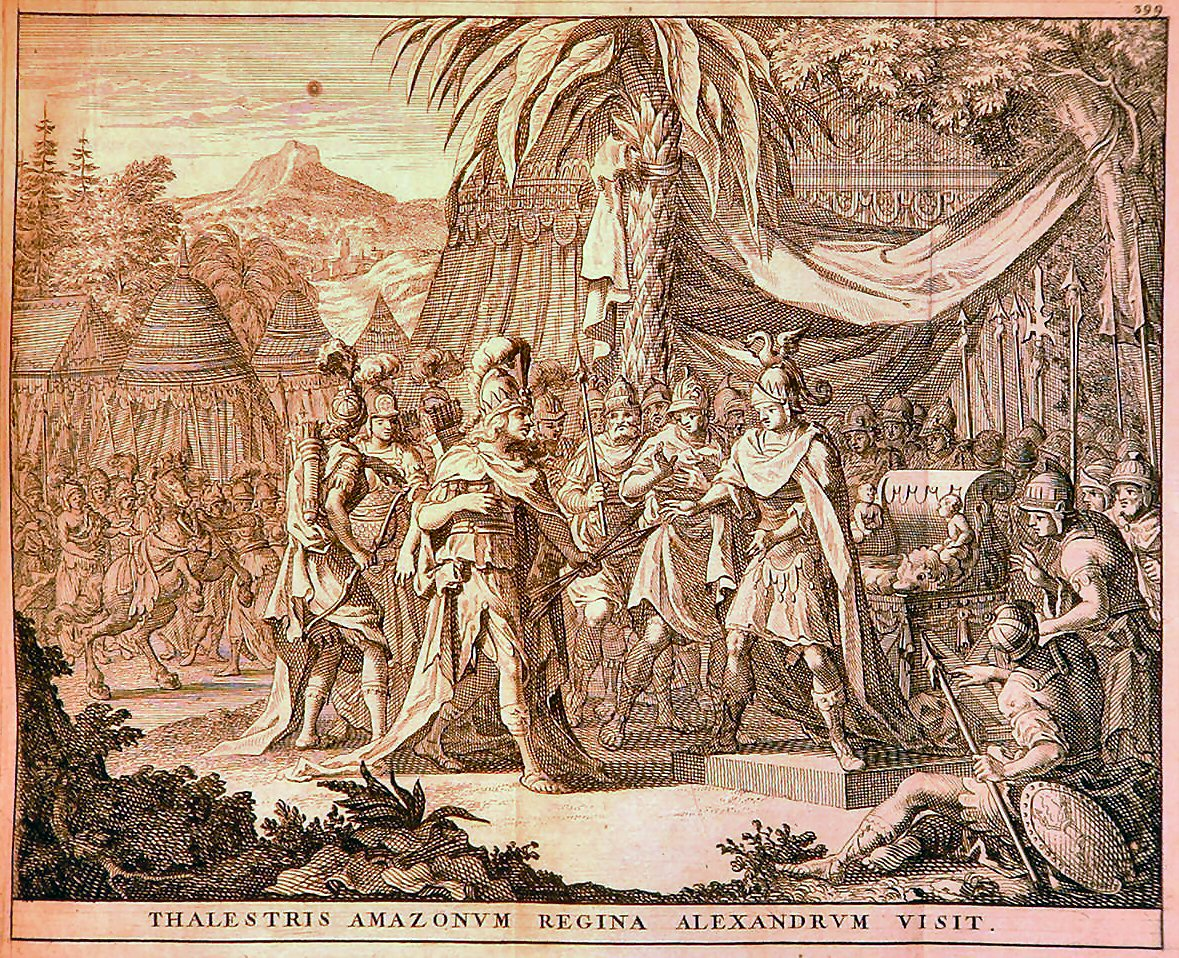
Alejandro Magno recibe una visita de Talestris, reina de las Amazonas, una de las leyendas relatadas por Onesícrito.

Onesicrito (Ὀνησίκριτος, Astipalea, 360 a. C. - 290 a. C.) fue un escritor griego histórico y filósofo cínico discípulo de Diógenes de Sínope. Onesícrito acompañó a Alejandro en sus campañas de Asia, y se convirtió en piloto principal de la flota. Cuando regresó a casa, escribió una historia sobre las campañas de Alejandro.
Onesícrito es citado con frecuencia por autores posteriores, que también le critican sus imprecisiones.

## Biografía
Onesícrito era nativo de la isla de Astipalea, y fue probablemente a este origen isleño que debió las habilidades náuticas que le resultarían tan ventajosas. Fue discípulo de Diógenes de Sínope, filósofo de la escuela cínica. Diógenes Laercio también se refiere a él como "Onesícrito de Egina", y dice que acudió a Atenas porque sus dos hijos ya adultos, Andréstenes y Filisco, se vieron atraídos por la filosofía del cínico Diógenes, razón por la cual Onesícrito también se convirtió en un ardiente discípulo. De ser así, debió haber avanzado ya en años cuando se unió a la expedición de Alejandro.
No tenemos en cuenta las circunstancias que lo llevaron a acompañar a Alejandro en Asia, ni en qué capacidad asistió al conquistador; pero durante la expedición a la India fue enviado por el rey para celebrar una conferencia con los filósofos indios o gimnosofistas, cuyos detalles nos han sido transmitidos por su propio relato de la entrevista. Fue Onesícrito, a quien en primer lugar envió Alejandro para convocar a Dandamis a su corte. Cuando más tarde Onesícrito regresó con las manos vacías con la respuesta de Dandamis, el rey fue al bosque a visitar a Dandamis. Cuando Alejandro construyó su flota en el Hidaspes, nombró a Onesícrito en el importante puesto de piloto del barco real, o piloto en jefe de la flota (en griego: ἀρχικυβερνήτης). Onesícrito mantuvo este cargo no solo durante el descenso del Indo, sino que también a lo largo del largo y peligroso viaje desde el río al golfo Pérsico. Alejandro estaba tan satisfecho con su trabajo que, a su llegada a Susa, Onesícrito fue recompensado con una corona de oro, al igual que Nearco. De todos modos, Flavio Arriano lo culpa de falta de juicio, e incluso en una ocasión expresamente atribuye la seguridad de la flota en la firmeza de Nearco al eludir sus consejos. Se desconoce su destino de ahí en más; pero de acuerdo a una anécdota relatada por Plutarco, pareciera ser probable que se uniera al sucesor de Alejandro, Lisímaco de Tracia, y fue quizás en la corte de ese monarca que compuso su obra histórica, aunque, por otro lado, un pasaje de Luciano de Samósata podría sugerir que esto ocurrió durante la propia vida de Alejandro.

## Obras
Sabemos por Diógenes Laercio que Onesícrito escribió un texto sobre Alejandro llamado «Cómo fue educado Alejandro» (en griego: Πῶς Ἀλέξανδρος Ἤχθη), imitando el estilo de Jenofonte. Es más frecuentemente citado con respecto a las campañas de Alejandro en Asia, y por las descripciones de los países que con él visitó. Aunque fue testigo ocular de mucho de lo que él describió, parece que entrelazó su narración con muchas fábulas y falsedades, de modo que cayó temprano en el descrédito como una autoridad histórica. Estrabón es especialmente severo con él. Plutarco lo cita como uno de los que relataron la fábula de la visita de las amazonas a Alejandro, por lo que fue ridiculizado por Lisímaco, y Arriano lo acusa de falsamente representarse a sí mismo como comandante de la flota, cuando en realidad él solo habría sido el piloto. Aulo Gelio incluso lo asocia con Aristeas de Proconeso, y a otros escritores de historias consideradas fabulosas. Aunque algunas de las declaraciones citadas de él son ciertamente exageraciones gruesas, su obra parece haber contenido información muy valiosa sobre países remotos por primera vez conocidos a propósito de la expedición de Alejandro. En particular, habría sido el primer autor en mencionar la existencia de la isla de Taprobana, conocida en la actualidad como Sri Lanka.